# Landtag Reuß jüngerer Linie (1868–1871)
Dieser Artikel behandelt den  Landtag Reuß jüngerer Linie 1868–1871.

## Landtag
Der Landtag Reuß jüngerer Linie wurde in vier Kurien in indirekter Wahl gewählt:
- 1 Virilstimme für den Inhaber des Reuß-Köstritzer Paragium
- Die Inhaber der 31 landtagsfähigen Rittergüter wählten 3 Abgeordnete
- Die Städte wählten Abgeordnete (Gera 3, Schleiz und Lobenstein je 1, Tanna, Saalburg, Hirschberg zusammen 1)
- Die Landbevölkerung wählte 3 Abgeordnete

Die Wahl der Wahlmänner erfolgte am 25. Juli 1868 und 19. August 1868, die der Abgeordneten und ihrer Stellvertreter August bis Oktober 1868.
Als Abgeordnete wurden gewählt:
| Name                             | Wohnort          | Kurie              | Wahlkreis                    | Anmerkung                                                                                 |
| -------------------------------- | ---------------- | ------------------ | ---------------------------- | ----------------------------------------------------------------------------------------- |
| Heinrich Julius Alberti          | Schleiz          | Stadt              | Schleiz                      |                                                                                           |
| Christian Leopold Hermann Ampach | auf Leumnitz     | Rittergutsbesitzer |                              |                                                                                           |
| Wilhelm Heinrich Broßmann        | Schleiz          | Landbevölkerung    | Landratsamtsbezirk Schleiz   |                                                                                           |
| Moritz Friedrich Eduard Fuchs    | Ebersdorf        | Landbevölkerung    | Landratsamtsbezirk Ebersdorf |                                                                                           |
| Karl Bernhard Jäger              | Hirschberg/Saale | Stadt              | Tanna, Saalburg, Hirschberg  |                                                                                           |
| Johann Christian August Keil     | auf Pforten      | Rittergutsbesitzer |                              | Vom 6. bis 16. April 1869 und vom 24. bis 27. Mai 1870 Stellvertreter für von Ziegenhierd |
| Johann Gottlieb Heinrich Knoch   | auf Frankendorf  | Rittergutsbesitzer |                              |                                                                                           |
| Ludwig August Theodor Landgrebe  | Gera             | Stadt              | Gera                         |                                                                                           |
| Rudolph Friedrich Müller         | Lobenstein       | Stadt              | Lobenstein                   | Mandat am 21. Januar 1870 niedergelegt. In der Nachwahl wiedergewählt                     |
| Karl Berthold Reinhold Reuschel  | Ebersdorf        | Landbevölkerung    | Landratsamtsbezirk Ebersdorf | Vom 11. bis 20. Oktober 1870 Stellvertreter für Fuchs                                     |
| Karl Eduard Rottler              | Saalburg         | Stadt              | Tanna, Saalburg, Hirschberg  | Vom 6. bis 16. April 1869 Stellvertreter für Jäger                                        |
| Karl August Schmalz              | Roben            | Landbevölkerung    | Landratsamtsbezirk Gera      |                                                                                           |
| Carl Hemann Seifarth             | Gera             | Stadt              | Gera                         | Mandat am 31. Dezember 1869 niedergelegt. In der Nachwahl wiedergewählt                   |
| Theodor August Wilhelm Weber     | Gera             | Stadt              | Gera                         |                                                                                           |
| Albrecht Bernhard Weißker        | Gera             | RKP                |                              |                                                                                           |
| Hugo Werner von Ziegenhierd      | Auf Lichtenberg  | Rittergutsbesitzer |                              |                                                                                           |

Landtagskommissar war Staatsrat Emil von Beulwitz. Unter dem Alterspräsidenten Karl August Schmalz wählte der Landtag Julius Alberti als Landtagspräsidenten. Als Vizepräsident wurde Hermann Ampach gewählt (ab dem 24. Mai 1870 war dies Hermann Seifarth). Schriftführer war Rudolph Müller. Stellvertretender Schriftführer war Theodor Landgrebe.
Der Landtag trat vom 24. November 1868 bis zum 15. Juni 1871 in 39 öffentlichen Plenarsitzungen in neuen Sitzungsperioden zusammen. Der Landtagsabschied datiert vom 14. Juni 1871.
Für die Zeit zwischen den Sitzungsperioden wurde ein Landtagsausschuss gewählt. Dieser bestand aus:
| Landesteil                      | Mitglied       | Stellvertreter            | Von-Bis |
| ------------------------------- | -------------- | ------------------------- | ------- |
| Landesteil Gera                 | Wilhelm Weber  | Hermann Ampach            |         |
| Landesteil Schleiz              | Julius Alberti | Wilhelm Heinrich Broßmann |         |
| Landesteil Lobenstein-Ebersdorf | Moritz Fuchs   | Bernhard Jäger            |         |